# 家族の写真
『家族の写真』（かぞくのしゃしん）は、2022年1月2日にフジテレビ系列（東海テレビローカル）で「新春エリアドラマ」として放送されたテレビドラマ。主演は剛力彩芽。

## 概要
愛知県豊橋市出身の望月美晴はかつては写真コンクールに入賞したことがある若手フォトグラファーだが、今では広告チラシの撮影でしか生計を立てられなくなっている。フォトグラファーとして行き詰まる中、あることがきっかけで故郷である豊橋市に戻ることになった美晴が写真館を営む父親や地域のために四方八方する仲間たちとの交流を通して、自分自身が持っていた価値観の意味を見直すさまを描く大人たちの再出発の物語。

## キャスト
望月美晴
演 - 剛力彩芽
愛知県豊橋市出身のフォトグラファー。有望な若手として期待されたが、現在は広告チラシの撮影しか仕事がない。
棚橋瑠璃子
演 - 吉谷彩子
美晴の同級生。胡蝶蘭の農場で働いている。
宮田紗希
演 - 三戸なつめ
市役所の職員であり、美晴の同級生。
中川和哉
演 - 木戸大聖
美晴の助手。
望月香世子
演 - 加藤紀子
美晴の母であり、故人。
望月弥太郎
演 - 升毅
美晴の父であり、望月写真院の店主。

## スタッフ
- 脚本 - いとう菜のは
- 監督 - 八木順一朗
- プロデューサー - 猪飼健夫（東海テレビ）、東田陽介（テレパック）、水野督世（テレパック）
- 制作 - 東海テレビ、テレパック